# Eucinostomus lefroyi
Eucinostomus lefroyi és una espècie de peix pertanyent a la família dels gerrèids.

## Descripció
- Pot arribar a fer 23 cm de llargària màxima.
- 2 espines i 8 radis tous a l'aleta anal.
- És argentat amb el dors molt clapejat.[5][6][7]

## Hàbitat
És un peix marí, associat als esculls i de clima tropical (37°N-33°S).

## Distribució geogràfica
Es troba a l'Atlàntic occidental: des de Bermuda, Carolina del Nord (els Estats Units) i el nord del golf de Mèxic fins al Brasil.

## Observacions
És inofensiu per als humans.